# Jacob Meijer
Jacob Meijer (Amsterdam, 3 augustus 1984) is een Nederlandse componist van filmmuziek.

## Biografie
Meijer studeerde aan het Conservatorium van Amsterdam, om zijn weg te vervolgen als componist voor films, series en commercials.

## Filmografie
- De ring (televisieserie, 2024)
- Toen ik je zag (2023)
- Ma mère et moi (2023, korte film)
- Klem (2023)
- Mascotte (2023)
- Narcosis (2022)
- De veroordeling (2021)
- Commando's (televisieserie, 2020)
- Kapsalon Romy (2019)
- Singel 39 (2019)

## Prijzen en nominaties
Jacob Meijer werd genomineerd voor een Gouden Kalf voor de speelfilms De veroordeling en Toen ik je zag.